# Federação Paulista de Volleyball
A Federação Paulista de Volleyball é a entidade máxima do voleibol no Estado de São Paulo, Brasil. Organiza todos os torneios oficiais que envolvam as equipes do Estado, como o Campeonato Paulista e a Copa São Paulo. A Federação responde à Confederação Brasileira de Voleibol (CBV).

## Membros
| Clube                                                    | Cidade                |
| -------------------------------------------------------- | --------------------- |
| Associação Atlética Itapeva                              | Itapeva               |
| Associação Brasileira A Hebraica                         | São Paulo             |
| Associação Cultural Beneficente Desportiva de Rio Claro  | Rio Claro             |
| Associação Cultural e Esportiva União de Leme            | Leme                  |
| Associação Cultural e Esportiva Nova Geração             | Bragança Paulista     |
| Associação Desportiva Centro Olímpico                    | São Paulo             |
| Associação Desportiva Classista Bradesco                 | Osasco                |
| Associação Desportiva e Cultural Metodista               | São Bernardo do Campo |
| Associação Desportiva Espigão Produções                  | Mogi das Cruzes       |
| Associação Desportiva Santo André                        | Santo André           |
| Associação dos Professores de Educação Física de Jacareí | Jacareí               |
| Associação Esportiva de Atibaia                          | Atibaia               |
| Associação Esportiva União Jundiaí                       | Jundiaí               |
| Associação Francana de Voleibol                          | Franca                |
| Associação Nacional de Esportes                          | Santos                |
| Associação Piracicabana de Voleibol                      | Piracicaba            |
| Associação Vôlei Bauru                                   | Bauru                 |
| Brasil Vôlei Clube                                       | Campinas              |
| Círculo Militar de São Paulo                             | São Paulo             |
| Club Athletico Paulistano                                | São Paulo             |
| Clube Atlético Taboão da Serra                           | Taboão da Serra       |
| Clube Campineiro de Regatas e Natação                    | Campinas              |
| Clube Fonte São Paulo                                    | Campinas              |
| Associação Volei Mais Araraquara                         | Araraquara            |
| Associação Feminina Araraquarense de Voleibol            | Araraquara            |
| Associação D. Gestores do Esporte e Entretenimento       | São Carlos            |
| Clube Recreativo Esportivo Tamoyo                        | São Caetano do Sul    |
| Escola do Corpo                                          | São José dos Campos   |
| Esporte Clube Banespa                                    | São Paulo             |
| Esporte Clube Pinheiros                                  | São Paulo             |
| Esporte Clube União Suzano                               | Suzano                |
| Fundação Universitária Vida Cristã                       | Pindamonhangaba       |
| Grêmio Esportivo Santana de Parnaíba                     | Santana de Parnaíba   |
| Grêmio Recreativo Barueri                                | Barueri               |
| Grêmio Recreativo e Esportivo Reunidas                   | Araçatuba             |
| Liga de Volleyball da Alta Paulista                      | Marília               |
| Liga de Volleyball Riopretense                           | São José do Rio Preto |
| Liga Praiagrandense de Voleibol                          | Praia Grande          |
| Liga Pró-Voleibol de Orlândia                            | Orlândia              |
| Liga Regional de Voleibol                                | Campinas              |
| Liga Santista de Voleibol                                | Santos                |
| Ocian Praia Clube                                        | Praia Grande          |
| Osasco Voleibol Clube                                    | Osasco                |
| Ribeirão Pires Futebol Clube                             | Ribeirão Pires        |
| Rio Branco Esporte Clube                                 | Americana             |
| Santos Futebol Clube                                     | Santos                |
| São Caetano Esporte Clube                                | São Caetano do Sul    |
| São Paulo Futebol Clube                                  | São Paulo             |
| SESI São Paulo                                           | São Paulo             |
| Sociedade Assistencial de Educação e Cultura             | São José do Rio Preto |
| Sociedade Esportiva Palmeiras                            | São Paulo             |
| Associação Desportiva Adalberto Vieira Fonteles          | Ribeirão Preto        |
| Sport Club Corinthians Paulista                          | São Paulo             |
| Tênis Clube de Presidente Prudente                       | Presidente Prudente   |
| Tênis Clube São José dos Campos                          | São José dos Campos   |
| Tropeiro Atlético Clube                                  | Sorocaba              |
| Volkswagen Clube                                         | São Bernardo do Campo |

## Campeões de 2010

### Masculino
- Divisão Especial - Vôlei Futuro
- 1ª divisão - Funvic/Uptime
- Copa SP - SESI-SP

### Feminino
- Divisão Especial - Pinheiros/Mackenzie
- 1ª divisão - UniÍtalo/Taboão
- Copa SP - Sollys/Osasco